# Athelidium aurantiacum
Athelidium aurantiacum är en svampart som först beskrevs av Mads Peter Christiansen, och fick sitt nu gällande namn av Franz Oberwinkler 1966. Athelidium aurantiacum ingår i släktet Athelidium och familjen Stephanosporaceae.  Arten är reproducerande i Sverige. Inga underarter finns listade i Catalogue of Life.